# Субадай-хан
Субадай (Субантай)-хан (1596—1655) — 3-й володар держави дзасакту-ханів монголів в Халхці у 1637—1655 роках.

## Життєпис
Син Лайхор-хана, правителя Халхи. Народився 1596 року. 1637 року успадкував владу. Продовжив політику батька, намагаючись зміцнити владу свого роду над Халхою. Першим став відомим у 1639 році як дзасакту-хан, також застосовував титул богдо-дзасакту-хан (великий хан-правитель). Першою турботою стало посилення маньчжурської держави Цін, яка у 1632 році встановила владу над Східною і південною Монголією. 1638 року здійснив похід проти маньчжурів, що отаборилися в колишньому Чахарському ханстві, але не здобув значних успіхів.
Також вимушений був протистояти амбіціями тушету-хана Ерехея. 1639 року провів з'їзд, який засвідчив першість Субадай-хана серед інших володарів Халхми. В боротьбі з тушету-ханами вирішив спиратися на «жовтокапелюшних» лам секти Гелуг. 1640 року офіційно прийняв буддизм. Також домігся призначенню свого родича Жалханцза титулу хутухти, підкреслюючи вищу духовну владу в Халхці. Того ж року брав участь у монголо-ойратському курултаї в Тарабагаї, де було прийнято Степовий кодекс законів («Ікі Цааджин Бічік»), основою якого стало звичайне право монголів. В наступні роки сприяв поширенню буддизму. Запросив до себе з Джунгарії Заю-пандіту, надавши тому титул лами трьох ханів і семи хошунів (тобто усієї Халхи), чим засвідчив невизнання статусу хутухти Монголії за сином тушету-хана Гомбодорджа — Дзебцундамби.
У 1647 і 1650 роках на чолі монголів західної Халхи здійснив нові поході до південної Монголії, намагаючись відвоювати її у імперії Цін, яка на той час захопила значну частину Китаю. Втім зазнав поразки й відступив. До кінця життя вплив Субадай-хана поширювався лише на праве (західне) крило Халхи. В правому фактичну зверхність отримали тушету-хани. Помер він 1655 року. Спадкував владу син Норбо-хан.